# Marcey-les-Grèves
Marcey-les-Grèves är en kommun i departementet Manche i regionen Normandie i norra Frankrike. Kommunen ligger i kantonen Avranches som tillhör arrondissementet Avranches. År 2022 hade Marcey-les-Grèves 1 286 invånare.

## Befolkningsutveckling
Antalet invånare i kommunen Marcey-les-Grèves
| Referens: INSEE |